# RK Split
Der Rukometni klub Split ist ein Handballverein aus der kroatischen Stadt Split. Der 1948 gegründete Verein trug auch die Namen Uniondalmacija, Split Sting, KRM, Brodomerkur, Koteks und EMC. Er spielte ab 1995 in der höchsten Spielklasse Kroatiens, der Premijer Liga. In der Saison 2012/13 musste er als Vorletzter in die zweite Liga (1. HRL) absteigen. In der Saison 2021/22 spielte er in der dritten Liga (2. HRL Jug). International war der RK Split mehrfach vertreten. So scheiterte man im EHF-Pokal 1997/98 im Halbfinale am THW Kiel, 1998/99 im Viertelfinale am SC Magdeburg, 2000/01 im Viertelfinale am RK Metković Jambo und 2001/02 in der dritten Runde an GOG Gudme. Im EHF Challenge Cup 2005/06 schied man in der dritten Runde gegen den RK Medveščak Zagreb aus.

## Bekannte ehemalige Spieler
- Dalibor Anušić (* 1976)
- Ivano Balić (* 1979)
- Hrvoje Batinović (* 1988), Torschützenkönig der Premijer Liga 2011/12
- Nikola Blažičko (* 1977)
- Željko Gulin (* 1982)
- Dragan Jerković (* 1975)
- Goran Jerković (* 1976)
- Ivica Maraš (* 1975)
- Petar Metličić (* 1976)
- Tonči Peribonio (* 1960)
- Goran Suton (1968–2016)
- Josip Valčić (* 1984)
- Drago Vuković (* 1983)